# Brzeg Dolny
Brzeg Dolny (API : ˈbʒɛk ˈdɔlnɨ, Dyhernfurth en allemand), est une ville de Pologne, située dans le sud-ouest du pays, dans la voïvodie de Basse-Silésie. Elle est le chef-lieu de la gmina de Brzeg Dolny, dans le powiat de Wołów.

## Jumelages
- Barsinghausen (Allemagne) depuis 1993
- Mont-Saint-Aignan (France) depuis 2003
- Kovel (Ukraine) depuis 2005 (Ко́вель)
- Tcherniakhovsk (Russie) depuis 2005 (Черняховск) (autrefois Insterbourg en français)